# Emmanuel Damoye
Emmanuel Damoye (Montmartre, 20 de febrero de 1847-IX Distrito de París, 23 de enero de 1916), fue un pintor francés de la Escuela de Barbizon.

## Biografía
Pierre Emmanuel Eugène Damoye fue admitido en la Escuela de Bellas Artes de París en la clase de Léon Bonnat (1833-1922). Pintor de paisajes, fue reconocido por sus colegas y por la crítica de arte de su tiempo.
Sus primeras obras datan de la década de 1860 y revelan la influencia de Jean-Baptiste Camille Corot (1796-1875) y Charles-François Daubigny (1817-1875).
Sus paisajes representan las orillas del Sena y del Oise en los alrededores de Pontoise, Picardía, Normandía, así como el bosque de Fontainebleau. Se unió a los pintores de la escuela de Barbizon. Debutó en el Salón de 1875 con un paisaje titulado L'Hiver.
En 1890, fue uno de los miembros fundadores y expositor del Salon de la Société Nationale des Beaux-Arts, pero también envió sus obras al Salon du Champ-de-Mars hasta su muerte en 1916. Obtuvo una medalla de oro en la Exposición Universal de 1889.
Emmanuel Damoye fallece el 23 de enero de 1916 en el distrito IX de París y fue enterrado en París en el cementerio de Père-Lachaise (58.ª división).

## Colecciones públicas

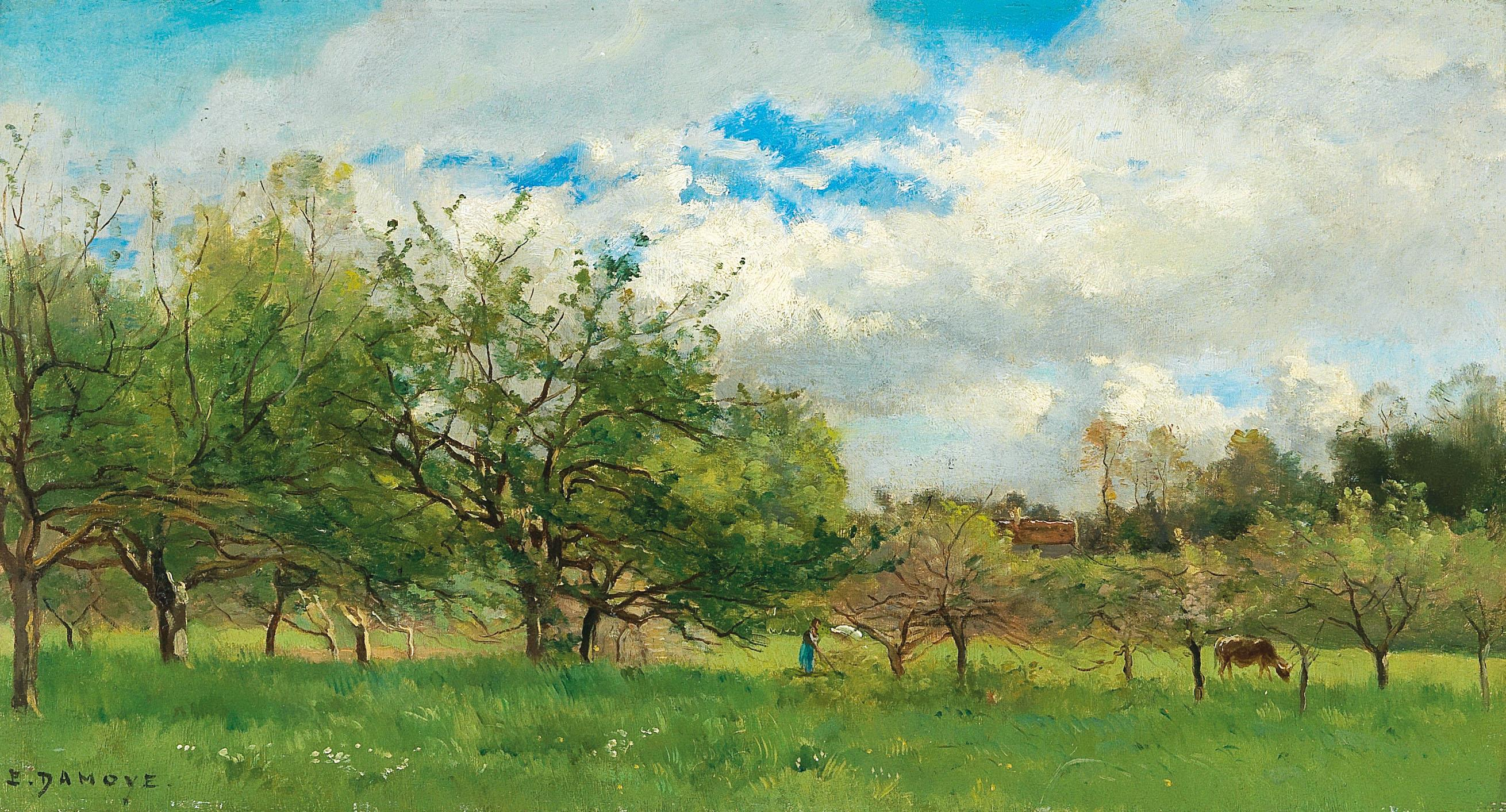
Paisaje en verano

- Museo Daubigny , Auvers-sur-Oise : Prados de Mortefontaine, Óleo sobre lienzo y Le Vallon, Óleo sobre lienzo
- Museo de Bellas Artes de Burdeos : Paisaje, 1897, óleo sobre lienzo[3]
- Museo de Grenoble : Paisaje, Efecto Otoño, 1882, óleo sobre lienzo[4]
- París, Museo del Louvre : Río cruzando una ciudad ; al fondo, un puente, 1905, carboncillo sobre papel[5]
- París, Museo de Orsay :
  - Le Moulin de Merlimont, 1879, óleo sobre lienzo[6]
  - Un pantano en Sologne, 1892, óleo sobre lienzo[7]
- Museo de Bellas Artes de Pau : Les Hays (Bretaña), 1891, óleo sobre lienzo[8]
- Museo de Bellas Artes de Troyes : Paisaje, 1879, óleo sobre lienzo[9]
- Museo Vendôme :
  - Campo de trigo, 1889, óleo sobre madera[10]
  - Paisaje de Beauce, 1894, óleo sobre lienzo[11]

### Otras obras
- Las Landas de Carnac
- El Moulin de Gouillaudeur
- Un estanque en Sologne
- Un rincón de mareas en Sologne
- Después de la aguanieve
- estanque bellay
- La Yegua de Santa Margarita
- El camino a Quimperlé
- El campanario de Salbris
- El camino del Mont Saint-Michel
- El Sena en Saint-Denis
- Riberas en invierno
- El entorno de la finca
- Río en Bretaña
- Riberas
- La corriente
- Estanques en Sologne
- El granero abandonado

## Distinción
Emmanuel Damoye fue nombrado Caballero de la Orden Nacional de la Legión de Honor por decreto del 13 de julio de 1893.